# Municipio de Laona (Illinois)
El municipio de Laona (en inglés: Laona Township) es un municipio ubicado en el condado de Winnebago en el estado estadounidense de Illinois. En el año 2010 tenía una población de 1250 habitantes y una densidad poblacional de 17,61 personas por km².

## Geografía
Según la Oficina del Censo de los Estados Unidos, el municipio tiene una superficie total de 70.97 km², de la cual 70,25 km² corresponden a tierra firme y (1,01 %) 0,71 km² es agua.

## Demografía
Según el censo de 2010, había 1250 personas residiendo en el municipio de Laona. La densidad de población era de 17,61 hab./km². De los 1250 habitantes, el municipio de Laona estaba compuesto por el 96,24 % blancos, el 1,2 % eran afroamericanos, el 0,24 % eran asiáticos, el 1,2 % eran de otras razas y el 1,12 % eran de una mezcla de razas. Del total de la población el 3,04 % eran hispanos o latinos de cualquier raza.